# 尼古拉 (蒙特內哥羅王儲)
尼古拉·彼得羅維奇-涅戈什（1944年7月7日—），蒙特內哥羅王室後裔、現任彼得羅維奇-涅戈什王朝首領，被蒙特內哥羅君主制支持者称为尼古拉二世。